# Otto Honorius z Egkhu
Otto Honorius hrabě z Egkhu a Hungersbachu (29. května 1675, Šoproň – 30. dubna 1748) byl římskokatolický kněz, kanovník, prelát a světící biskup olomoucké diecéze.

## Stručný životopis
Byl bratrem pozdějšího olomouckého sídelního biskupa Leopolda Fridricha z Egkhu. V letech 1694–1697 studoval na římském Germaniku, hned po svém návratu se stal nesídelním kanovníkem olomouckým (sídelním až v roce 1706). Od r. 1701 byl proboštem kroměřížským, a to až do roku 1729, kdy se stal titulárním biskupem thermopylským a olomouckým světícím biskupem. Vysvěcen byl v Kroměříži 18. září 1729. Roku 1730 se stal i olomouckým kapitulním proboštem a tím i arcijáhnem brněnským. Byl pochován v kryptě katedrály sv. Václava v Olomouci.